# العبادية (مصر)
العبادية، تقع في مصر على بعد عشرات الاميال غرب دندرش.

## أثري
ساعد دبليو إم فليندرز بيتري في أعمال التنقيب ديفيد راندال ماكيفر وآرثر كروتيندين ميس، بدلا عن صندوق الاستكشاف المصري (EEF). تتكون  مجمل الحفريات التي تم النظر فيها من مواقع على طول الضفة الغربية لنهر النيل في منطقة هيو. وجد أنها تحتوي على قطع أثرية  مصنوعه يدوي من نوع ما قبل الأسرات. كما تم العثور على مقابر ما قبل التاريخ في Abadiyas و Hu (Diospolis Parva) 

## روابط خارجية
- Object found at cemetery, retrieved 21;21 30.9.11